# دراغوتين ريستيتش
دراغوتين ريستيتش هو لاعب كرة قدم كرواتي في مركز الهجوم، ولد في 5 أغسطس 1964 في مدينة بولا في كرواتيا. لعب مع ابروتاباندلاج أكرانيس ودندي يونايتد ونادي أوبليتش ونادي بارتيزان ونادي بينيفينتو ونادي دندي ونادي رافينا ونادي فالكيرك ونادي كروتوني.

## وصلات خارجية
- دراغوتين ريستيتش على موقع قاعدة بيانات كرة القدم.إي يو (الإنجليزية)
- دراغوتين ريستيتش على موقع عالم كرة القدم.نت (الإنجليزية)